# La noche más hermosa
La noche más hermosa és una pel·lícula espanyola dirigida per Manuel Gutiérrez Aragón, basada en la novel·la El curioso impertinente de Miguel de Cervantes. Fou protagonitzada per José Sacristán, Victoria Abril, i Bibi Andersen. Un crític d'All Movie Guide la va denominar una "comèdia aparent" i va dir que "era gairebé tan difícil de creure com l'esforç anterior del director Manuel Gutiérrez-Aragón a Feroz".

## Sinopsi
Federico (José Sacristán) és un home de negocis que sospita que la seva dona Elena (Victoria Abril), gran actriu que es va retirar després del seu matrimoni, li posa les banyes. Els símptomes són molts sospirs i que mira constantment al cel esperant la seva nit més bella...

## Repartiment
- José Sacristán - Federico
- Victoria Abril - Elena
- Bibiana Fernández - Bibí,
- Fernando Fernán Gómez - Luis
- Óscar Ladoire - Óscar

## Reconeixement
Victoria Abril fou candidata al Fotogramas de Plata 1984 com a millor actriu de cinema.